# Sasun

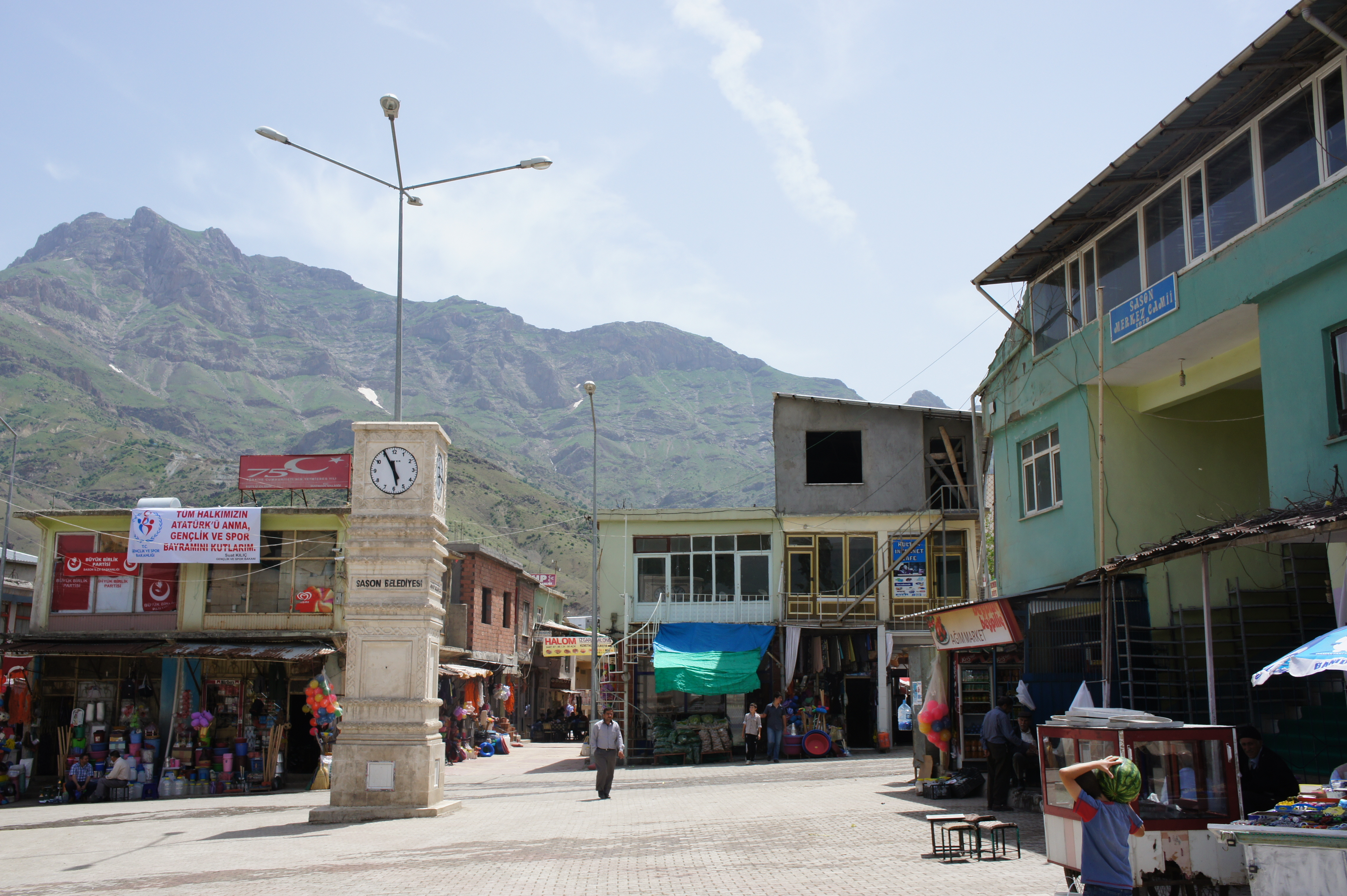
Sason

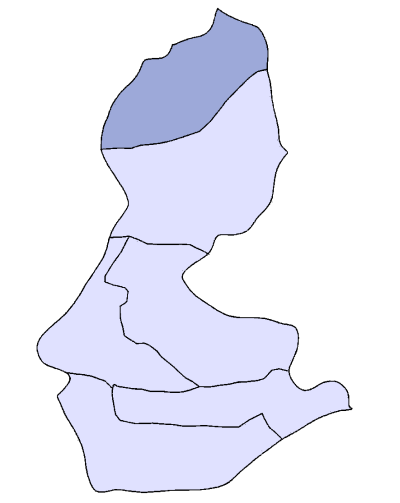
El distrito de Sason destacado dentro del provincia de Batman.

Sason (en armenio: Սասուն Sasun, en kurdo: Qabilcewz, ;en árabe: قبل جوز‎ ; anteriormente conocido como Sasun o Sassoun) es un distrito en la provincia de Batman, Turquía. Anteriormente formó parte del Sanjacato de Siirt, que estuvo en el Valiato de Diyarbekir hasta 1880 y en  el Valiato de Bitlis en 1892. Más tarde se convirtió en parte del Sanjacato de Muş en el Valiato de Bitlis, y siguió formando parte de Muş hasta 1927. Fue uno de los distritos de la provincia de Siirt hasta 1993. Los límites del distrito variaron considerablemente con el paso del tiempo. Las fronteras actuales no son las mismas que en el siglo XIX, cuando el distrito de Sasun estaba situado más al norte (territorio que en su mayoría ahora pertenece al distrito central de Muş ).
Sasun, como es conocido por los armenios, desempeña un papel prominente en la cultura armenia y también en su historia. Es el escenario de  Los temerarios de Sasun (más conocida como "David de Sasun"), la epopeya nacional de Armenia. A finales del siglo XIX y principios del XX fue el escenario de las actividades de los fedayín, unidades de partisanos, que protagonizaron dos revueltas contra las autoridades otomanas y contra las tribus kurdas en 1894 y 1904. El exónimo arameo para Sasun, "Arme", es también el origen del exónimo "Armenia". En las elecciones locales de marzo de 2019, Muzaffer Arslan fue elegido como alcalde. Abdullah Özadalı fue nombrado como Kaymakam.

## Historia
Históricamente el área se conoce por el nombre de Sasun y parte del histórico Altiplano armenio. Sasun estaba en la provincia de Arzanene del antiguo Reino de Armenia. Más tarde la región estuvo gobernada por la dinastía de los Mamikonian (mamiconios) desde aproximadamente 772 hasta 1189/1190, cuando los mamiconios se trasladaron a Cilicia después de ser desposeídos por Shah-Armen.

### Período otomano
La región fue finalmente conquistada por el Imperio otomano, convirtiéndose en parte del sanjacato de Muş, en el valiato de Bitlis, y continuó albergando una población significativa de armenios.  Durante este periodo, Sasun era una federación de unos cuarenta pueblos armenios, cuyos habitantes eran conocidos como sasuntsis (en armenio: Սասունցի). Rodeados por las feroces tribus kurdas, a quienes a menudo fueron forzados a pagar tributo, los sasuntsis fueron capaces de mantener una autonomía libre del dominio turco hasta finales del siglo XIX, cuando los propios kurdos fueron finalmente sometidos al control gubernamental. Guerreros orgullosos, los sasuntsis fabricaban todas sus armas y no confiaban del mundo exterior.
En 1893, entre tres y cuatro mil kurdos nómadas de las llanuras de Diyarbekir entraron en la región de Sasun. Esta incursión de nómadas, que solían utilizar los prados montañosos de la zona en verano para sus rebaños, fue perjudicial para los armenios sedentarios. Algunas tribus kurdas fueron responsables de llevar la ruina económica a la comunidad agraria de los aldeanos armenios: robaron ganado y exigieron que los armenios pagaran un segundo impuesto (es decir, un impuesto adicional al que ya pagaban al gobierno otomano). Cuando los armenios decidieron desafiar esa extorsión, se produjo una pelea y un kurdo fue asesinado. Usando la muerte del kurdo como pretexto para declarar que se había producido una revuelta, los funcionarios turcos respaldaron un ataque de venganza kurdo contra los armenios de Sasun.
Los kurdos, sin embargo, fueron expulsados con éxito por aldeanos armenios armados, pero las autoridades otomanas vieron ese éxito como una posible amenaza. En 1894, los aldeanos se negaron a pagar impuestos a menos que las autoridades otomanas los protegieran adecuadamente contra nuevas redadas kurdas y extorsión. En lugar de esto, el gobierno envió una fuerza de unos 3.000 soldados e irregulares kurdos para desarmar a los aldeanos, un evento que terminó en una masacre general de entre 900 y 3.000 hombres, mujeres y niños. El "asunto Sasun" fue ampliamente publicitado y fue investigado por representantes de las potencias europeas, lo que resultó en peticiones a la Turquía otomana para que iniciara reformas en los seis "valiatos armenios ". La respuesta de Abdul Hamid II a esas demandas culminó en los pogromos anti-armenios de 1895 y 1896.
Como parte de las masacres de Hamidian, McDowall estima que al menos 1.000 aldeanos armenios fueron asesinados en la atrocidad de Sason, todo ello instigado por la acumulación de tropas otomanas a principios de 1894.  Los funcionarios y oficiales militares involucrados en las masacres de Sasun fueron condecorados y recompensados.

## Sason moderno
Hoy, la mayor parte de la población de Sason es kurda y árabe . Es posible que todavía exista una minoría armenia (en 1972 se estimaba que había unos 6.000 aldeanos armenios en la región).

## Cultura
Esta regin fue el escenario de la epopeya armenia Sasna Tsrer ( Los temerarios de Sasun ), que fue redescubierta y escrita en parte por primera vez en 1873. Es más conocida como Sasuntsi Davit (" David de Sasun"). Esta epopeya data de la época de la invasión de Armenia por los califas de Egipto (alrededor de 670), en la que el héroe popular armenio del mismo nombre expulsa a los invasores extranjeros de Armenia.